# أنثوني أكبوتو
أنثوني أكبوتو وهولاعب كرة قدم دولي نيجيري يلعب في الهجوم يلعب في نادي العدالة السعودي.

## المسيرة
أمضى أكبوتو مباراته مع نادي لوبي ستارز والاتحاد طرابلس. في أبريل 2018، حصل على محاكمة في نادي بروندبي الدنماركي. انضم إلى الجانب المغربي الدفاع الحسيني الجديدي في يوليو 2018. في 31 يناير 2019، تم إقراض أكبوتو للنادي الألباني نادي لاتشي. منذ يوليو 2019 يلعب لصالح الاتحاد الرياضي المنستيري. و لعب بعدها مع نادي قطر والنادي المصري ونادي العين السعودي ونادي العدالة السعودي.

## روابط خارجية
- أنثوني أكبوتو على موقع قاعدة بيانات كرة القدم.إي يو (الإنجليزية)
- أنثوني أكبوتو على موقع ناشيونال فوتبول تيمز (الإنجليزية)
- أنثوني أكبوتو على موقع Soccerway.com (الإنجليزية)